# Alfred Uddholm

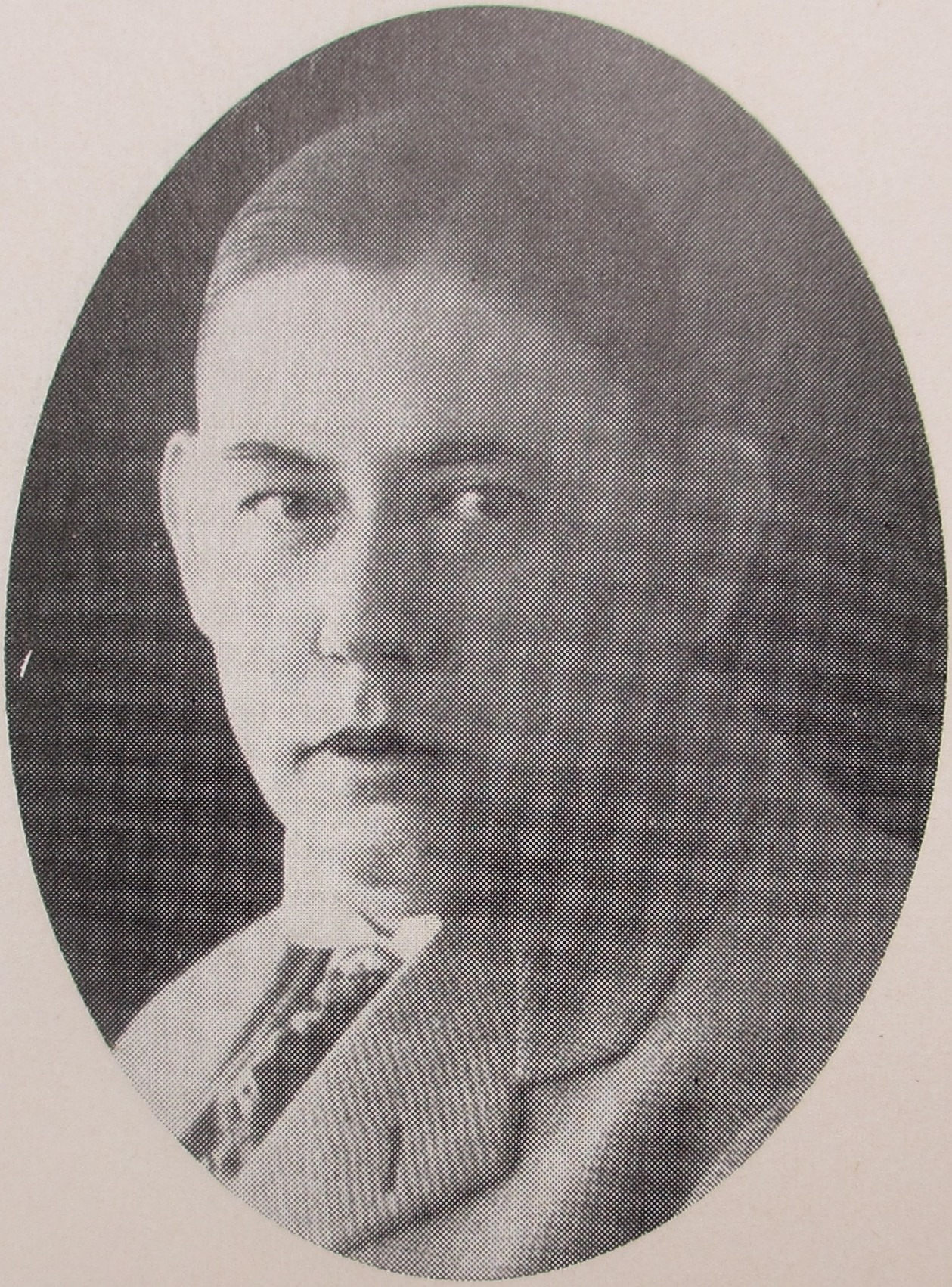
Alfred Uddholm.

Otto Alfred Uddholm, född 28 september 1885 i Karlskrona, död 16 december 1977 i Gävle, var en svensk skolledare.
Uddholm blev filosofie magister i Uppsala 1912 och var extralärare i Sollefteå 1907–08, i Borås 1909–10, i Gävle 1911–13, adjunkt i matematik och fysik i vid Högre allmänna läroverket i Gävle 1914–52, läroverkssekreterare 1911–29 samt rektor vid Söderhamns samrealskola och kommunala gymnasium 1929–52 som efterträdare till Ruben Hillström. 
Uddholm var Skolöverstyrelsens ombud vid realskoleexamen 1920, 1921 och 1923–27, ordförande i Söderhamns lokalavdelning av Riksföreningen för svenskhetens bevarande i utlandet, justitieministerns ombud för tryckta skrifters övervakande i Söderhamn från 1937 samt inspektor vid Söderhamns yrkes- och lärlingsskola 1941–52. Han skrev Lärobok i matematik. Realklassens kurs (1925) samt flera artiklar i skolfrågor i Tidning för Sveriges läroverk och dagspressen.
Under läsåret 1923/24 blev frågan om flickors tillträde till läroverket i Gävle aktuell, något som väckte hårt motstånd. Frågan behandlades vid ett lärarkollegium i maj 1924 och efter en lång debatt skedde omröstning inom läroverkets lärarkår. Uddholm ledde kampanjen för flickornas inträde, medan lektor Georg Chruzander ledde motståndarna. Resultatet av omröstningen blev 15 röster för och 12 röster emot, vilket ledde till att de första flickorna skrevs in vid läroverket i Gävle vid följande terminsstart.